# Артур Бернардіс
Артур да Сілва Бернардіс (порт. Artur da Silva Bernardes; 8 серпня 1875 — 23 березня 1955) — бразильський державний діяч, адвокат, дванадцятий президент Бразилії (1922—1926).

## Початок кар'єри
Отримав юридичну освіту.
Політичну кар'єру розпочав як мер рідного міста (1905—1910).
У 1909—1910 був федеральним депутатом від свого штату. Потім займав пост міністра фінансів штату Мінас-Жерайс, а в 1915 повернувся до Палати депутатів.
У 1918 зайняв пост губернатора штату Мінас-Жерайс.

## Висування на пост президента
У 1921 виставив свою кандидатуру на пост президента Бразилії, вибори якого було призначено на 1 березня 1922. Головним суперником Бернардіса був Нілу Песанья — кандидат від опозиційного руху «Республіканська протидія» та колишній президент Бразилії (1909—1910). У розпал передвиборчої кампанії ліберальна газета «Correio da Manhã» оприлюднила листи за підписом Бернардіса, в яких містились серйозні образи на адресу бразильської армії та особисто маршала Ермеса да Фонсеки. Прибічники маршала у цих листах йменувались «заколотниками», а сам Фонсека характеризувався як «нестриманий сержант». Незважаючи на те, що Бернардіс заперечував авторство цих листів, вони спричинили обурення в широких армійських колах.

## На посту президента
На президентських виборах, що відбулись у березні 1922 року, Бернардіс набрав понад 59 % голосів виборців та здобув перемогу над Песаньєю. Його обрання не було визнано військовиками, що призвело до повстання в Ріо-де-Жанейро у липні того ж року. Головною метою повстанців було не допустити Бернардіса до влади. Однак бунт було придушено, і 15 листопада Артур Бернардіс офіційно вступив на посаду президента Бразилії.
Чотири роки правління Бернардіса називають «положенням облоги» через безперервні політичні конфлікти, які виливались у збройні бунти. Конституційні гарантії були скасовані. Проти Бернардіса активно боролась опозиція, яка навіть об'єдналась у крупну політичну партію «Визвольний альянс». Бернардіс тим часом посилив свої позиції, домігшись внесення змін до конституції 1891 року, запровадивши до неї таке поняття, як часткове президентське вето.
5 липня 1924 року в штаті Сан-Паулу під керівництвом відставного генерала Ізідору Лопіса почалось збройне повстання, спрямоване проти Бернардіса. Незважаючи на підтримку населення штату, урядові війська, віддані президенту, доволі швидко придушили цей заколот, проте він встиг спровокувати серйозні заворушення в низці провінцій, також невдоволених внутрішньою політикою уряду.
У червні 1926 року Бразилія вийшла з Ліги Націй на знак протесту проти прийому до складу організації Німеччини.

## Подальша кар'єра
Після завершення терміну президентських повноважень Бернардіса було обрано сенатором, але 1930 року він втратив мандат у зв'язку з революцією. 1932 року брав участь у Конституціоналістській революції, за що був висланий з країни до Португалії. Повернувшись на батьківщину 1934 року, Бернардіс був обраний депутатом, проте 1937 року втратив це місце через розпуск Конгресу 1937 року.
Після легалізації діяльності політичних партій 1945 року Бернардіс вступив до Національно-демократичного союзу та був обраний депутатом Конституційної асамблеї. Згодом кілька разів переобирався депутатом.